# Лінн Гаррісон
Лінн Гаррісон (англ. Leanne Harrison; нар. 10 квітня 1958) — колишня австралійська тенісистка.
Найвищим досягненням на турнірах Великого шолома було 2 коло в одиночному та парному розрядах.

## Фінали турнірів Великого шолома

### Парний розряд: 1 (1 поразка)
| Результат | Рік  | Турнір                                 | Покриття | Партнер         | Опоненти                | Рахунок       |
| --------- | ---- | -------------------------------------- | -------- | --------------- | ----------------------- | ------------- |
| Поразка   | 1979 | Відкритий чемпіонат Австралії з тенісу | Тверде   | Марселла Мескер | Джуді Коннор Даян Еверс | 2–6, 6–1, 0–6 |